# Seznam starostů Benešova
Toto je seznam starostů města Benešov (včetně nejvyšších představitelů tohoto města v jiných historických obdobích před posledním zavedením funkce starosty, tedy před rokem 1990).
Starosta je označení pro nejvyššího představitele města Benešov od roku 1990 (předtím jím byl předseda MNV a MěNV, v době před rokem 1945 rovněž starosta). 
Starosta je volen a odvoláván nadpoloviční většinou členů zastupitelstva. Postavení starosty je upraveno zákonem o obcích.

## Starostové (1850–1945)
| Jméno                | Obrázek | Období                 | Poznámky                                      |
| -------------------- | ------- | ---------------------- | --------------------------------------------- |
| Josef Kozák          |         | 1850–1857              |                                               |
| Karel Ullrich        |         | 1857–1878              | Již v letech 1846–1848 purkmistrem, staročech |
| Hynek Gabriel        |         | 1879–1881              |                                               |
| Antonín Feuerstein   |         | 1881–1893              |                                               |
| Vladimír Haering st. |         | 1893–1900              |                                               |
| Václav Pánek         |         | 1900–1904              |                                               |
| František Stark      |         | 1909–1913              | Staročech.                                    |
| Ladislav Feršman     |         | 1913–1919              |                                               |
| František Novotný    |         | 1919–1921              | ČSNS                                          |
| František Veselý     |         | 1921                   | ČSNS                                          |
| Antonín Dvořák       |         | 1921–1923              | ČSNS                                          |
| František Mařík      |         | 1923–1926              |                                               |
| Josef Steindler      |         | 1926–1937              |                                               |
| Václav Blažek        |         | 1937–1939              | ČSNS                                          |
| Josef Krejza         |         | 26. července 1939–1945 | NS, 1940–1945 jako vládní komisař.            |

## Předsedové MNV (1945-1960) a MěNV (1960-1990)
| Jméno          | Obrázek | Období      | Poznámky                                   |
| -------------- | ------- | ----------- | ------------------------------------------ |
| František Tupý |         | 1945 – 1946 |                                            |
| Karel Dráb     |         | 1946 – 1948 | ČSNS                                       |
| Jiří Vytejček  |         | 1948 – 1951 | KSČ                                        |
| Jaroslav Zuza  |         | 1951 – 1952 | Pověřen vedením (1. náměstek předsedy MNV) |
| Štěpán Doubek  |         | 1952 – 1960 | KSČ                                        |
| Bohumil Cinka  |         | 1960 – 1971 | KSČ                                        |
| Josef Jeništa  |         | 1971 – 1981 | KSČ                                        |
| Josef Stibůrek |         | 1981 – 1990 | KSČ                                        |

## Starostové (od 1990)
| Jméno              | Obrázek | Období      | Poznámky |
| ------------------ | ------- | ----------- | -------- |
| Mojmír Chromý      |         | 1990 – 2005 | OF, ODS  |
| Petr Kouba         |         | 2005 – 2010 | ODS      |
| Jaroslav Hlavnička |         | 2010 – 2016 | VPM      |
| Petr Hostek        |         | 2016 – 2018 | ČSSD     |
| Jaroslav Hlavnička |         | od 2018     | VPM      |